# Elezioni presidenziali in Slovacchia del 2004
Le elezioni presidenziali in Slovacchia del 2004 si tennero il 3 aprile (primo turno) e il 17 aprile (secondo turno); videro la vittoria di Ivan Gašparovič, leader del Movimento per la Democrazia e sostenuto da Direzione (Terza Via) e Unione Popolare.

## Risultati
| Candidati          | Partiti                                                               | I turno   | I turno | II turno  | II turno |
| Candidati          | Partiti                                                               | Voti      | %       | Voti      | %        |
| ------------------ | --------------------------------------------------------------------- | --------- | ------- | --------- | -------- |
| Ivan Gašparovič    | Movimento per la Democrazia - Direzione (Terza Via) - Unione Popolare | 442 564   | 22,28   | 1 079 592 | 59,91    |
| Vladimír Mečiar    | Partito Popolare - Movimento per una Slovacchia Democratica           | 650 242   | 32,74   | 722 368   | 40,09    |
| Eduard Kukan       | Unione Democratica e Cristiana Slovacca                               | 438 920   | 22,10   |           |          |
| Rudolf Schuster    | Partito Comunista di Slovacchia                                       | 147 549   | 7,43    |           |          |
| František Mikloško | Movimento Cristiano-Democratico - Partito della Coalizione Ungherese  | 129 414   | 6,52    |           |          |
| Martin Bútora      | Indipendente                                                          | 129 387   | 6,51    |           |          |
| Ján Králik         | Partito della Sinistra Democratica                                    | 15 873    | 0,80    |           |          |
| Jozef Kalman       | Blocco di Sinistra                                                    | 10 221    | 0,51    |           |          |
| Július Kubík       | Indipendente                                                          | 7 734     | 0,39    |           |          |
| Jozef Šesták       | Indipendente                                                          | 6 785     | 0,34    |           |          |
| Stanislav Bernát   | Indipendente                                                          | 5 719     | 0,29    |           |          |
| Ľubomír Roman      | Alleanza del Nuovo Cittadino                                          | 1 806     | 0,09    |           |          |
| Totale             | Totale                                                                | 1 986 214 | 100     | 1 801 960 | 100      |